# (134568) 1999 RH215
1999 أر إتش 215 (ويعرف أيضًا باسم (134568) 1999 أر إتش 215 وفق تسمية الكوكب الصغير) (بالإنجليزية: 1999 RH215)‏ هو كويكب ضمن حزام الكويكبات؛ وترتيبه 134568 من حيث الاكتشاف.
اكتُشف هذا الجُرم الفلكي بواسطة جين لوو في 7 سبتمبر 1999.

## وصلات خارجية
- (134568) 1999 RH215 في قاعدة بيانات مختبر الدفع النفاث لأجرام النظام الشمسي الصغيرة

- الاكتشاف · مخطط المدار ·  العناصر المدارية · المعلمات المادية

- (134568) 1999 RH215 على موقع ويكي سكاي: DSS2, SDSS, GALEX, IRAS, Hydrogen α, X-Ray, Astrophoto, Sky Map, Articles and images